# Цибулевий соус
Цибулевий соус – соус, в якому як основний інгредієнт використовується цибуля. При приготуванні деяких цибулевих соусів може використовуватися кілька видів цибулі. Деякі цибулеві соуси мають коричневий колір, а інші – білі .

## Приготування
Як правило, основа соусу – обсмажена у вершковому маслі з борошном цибуля, в яку потім додають вершки, молоко, томати, курячий бульйон, вино, пиво, лимонний сік, борошно, сіль, перець, каєнський перець, мускатний горіх, гірчицю, шавлію та інші спеції, зелень, гриби, горіхи, панірувальні сухарі, бекон тощо. Приготування зазвичай включає нарізання скибочками або кубиками, а потім приготування цибулі, додавання додаткових інгредієнтів, а потім продовження варіння або тушкування суміші для створення соусу. Деякі рецепти включають обсмажування цибулі доти, доки вона не підрум'яниться, тоді як інші не обсмажують цибулю до потемніння.
Цибулевий соус можна використовувати як доповнення до багатьох страв, таких як картопля та горох, до м'яса, наприклад, до свинини, качки, кролика, баранини та печінки, наприклад, до телячої печінки. Цибулевий соус, приготовлений з панірувальними сухарями, можна використовувати як начинку в різних стравах з птиці, таких як гуска.

## У національних кухнях
У французькій кухні добре відомий цибулевий соус субіз.
Мірантон - французький цибулевий соус, в якому основою служить томатний соус.
Себолада є португальським цибулевим стью, цибулевим соусом або пастою, яку готують з цибулею як основний інгредієнт. Він використовується у кількох португальських стравах.
У Нью-Йорку хот-доги виробника Sabrett асоціюються з червоним томатним соусом із цибулі під назвою Sabrett Onions in Sauce. Це стандартна приправа на багатьох візках для хот-догів марки Sabrett.